# Somita
Somita ist eine Ortschaft im westafrikanischen Staat Gambia.
Nach einer Berechnung für das Jahr 2013 leben dort etwa 2946 Einwohner, das Ergebnis der letzten veröffentlichten Volkszählung von 1993 betrug 1818.

## Geographie
Somita, in der West Coast Region, Distrikt Foni Brefet, liegt ungefähr 43 Kilometer östlich von Brikama und ungefähr zwölf Kilometer westlich von Sibanor entfernt. Die Stadt liegt an der South Bank Road, Gambias wichtigster Fernstraße.

## Kultur und Sehenswürdigkeiten
Bei Somita sind mehrere Kultstätten bekannt:
- Dofeo Jalang: heiliger Baum
- Walijang: heilige Bäume
- Jalang Ndemban: heiliger Ameisenhügel
- Baren: historischer Baum
- Kaffurin: Baum für die Zirkumzision